# گریز از مرگ (فیلم ۱۳۵۲)
گریز از مرگ فیلمی به کارگردانی و نویسندگی ناصر محمدی در سال ۱۳۵۲ است.

## خلاصه داستان
رحمان (آرش) و مژگان (زری)، که پدر و مادر خود را از دست داده‌اند، آوارهٔ کوچه و خیابان می‌شوند و از هم جدا می‌افتند…